# 素のよしもと
『素のよしもと』（すのよしもと）は、2001年10月2日から2006年12月26日まで関西テレビで放送されていたミニ番組である。一時期岡山放送でも時差スポンサードネットで放送されていた。

## 概要
吉本興業所属の芸人・タレントが毎回1人（1組）出演し、「食」（思い出の料理、懐かしの弁当など）をテーマに語っていた。それぞれのお薦めの店・料理も紹介していた。
2001年10月2日放送の第1回では、西川きよしが「オムライス」を紹介した。2006年12月26日放送の最終回（第270回）では、笑福亭仁鶴が「カキフライ」を紹介した。

## 放送時間
- 火曜日 21:54 - 22:00 （JST）

## スポンサー
- 味の素（一社提供） - 番組の最後に、番組オリジナルのCM （末成由美・未知やすえ・内場勝則出演）が放送されていた。